# Rygg

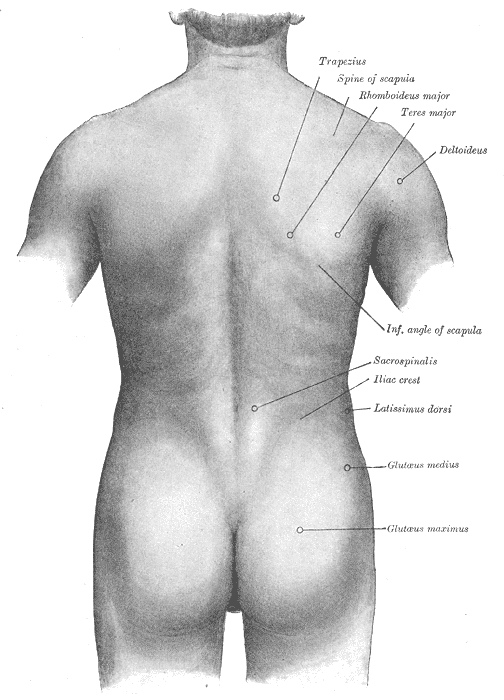
Ryggen.
Illustration: Gray's Anatomy, 1918. (PD)

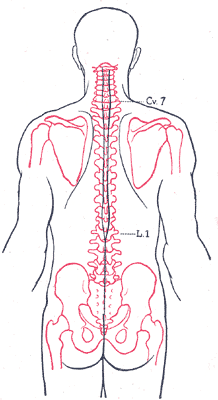
Ryggens skelett.
Illustration: Gray's Anatomy, 1918. (PD)

Rygg (latin: dorsum) är på människokroppen bålens baksida från nackbenet till svansbenet. 
Ryggen omfattar området nedifrån ryggradens nedre spets i svansbenet, bäckenets och höftbenets yttre och övre delar  upp till nackens  övergång i skallens bas . Till ryggen räknas alltså vanligen även nacken. Åt sidorna avgränsas ryggen av m. latissimus dorsi och i axlarna av m. trapezius.
Jämfört med många andra ryggradsdjur är människans bröstkorg bred vilket hänger ihop med människans uppresta gång och att armarna, genom nyckelbenens funktion, hänger på var sin sida om bröstkorgen.
Människans rygg utmärks av en ofta tydlig skillnad mellan könen (könsdimorfism). En maskulin rygg har breda axlar och smala höfter medan en feminin rygg har breda höfter och smala axlar. De individuella skillnaderna är dock mycket stora.
Ryggen brukar delas upp i flera kroppsregioner; förutom halsen ryggkota, skulderblad, ländrygg och korsrygg.

## Skelett
Huvudartiklar: Ryggrad, bröstkorg.
Ryggen domineras av ryggraden. Från bröstkotorna utgår revbenen som bygger upp bröstkorgen.
Skulderbladen ligger visserligen på ryggen men räknas till skuldergördeln som hör till den övre extremiteten. På samma vis räknas bäckenet till den nedre extremiteten.
Många av de bendelar som är palperbara i ryggen hör med andra ord funktionellt till andra delar av kroppen.

## Muskler
| Ryggens djupa muskler. Bild: Gray's Anatomy, 1918. (PD) | Ryggens ytliga muskler. Bild: Gray's Anatomy, 1918. (PD) |
| Ryggmuskler                                             |                                                          |
| M. erector spinae                                       | Mm. multifidi                                            |
| M. spinalis                                             | Mm. suboccipitales                                       |
| M. longissimus                                          | M. rectus capitis posterior major                        |
| M. iliocostalis                                         | M. rectus capitis posterior minor                        |
| M. transversospinalis                                   | M. obliquus capitis superior                             |
| M. semispinalis                                         | M. obliquus capitis inferior                             |
| M. multifidi                                            | M. splenius                                              |

Till ryggens muskler räknas de muskler som stabiliserar och rör ryggraden. Dessa muskler kallas även "ryggens djupa muskler" och bildar två "pelare" som på var sin sida om ryggraden sträcker sig från korsbenet  upp till kraniets bas. I ländryggen utgör musklerna i princip en enda muskel som tillsammans håller ryggraden upprest och koordinerar dess rörelser. Uppåt delar sig musklerna allt mer för att uppe vid halsen med några grenar bidra till den övre nackledens ventrodorsala rotation (nickning). De djupa musklerna hålls på plats av fascia thoracolumbalis.
Ryggens ytliga muskler hör både funktionellt och utvecklingsmässigt till den övre extremiteten och innerveras av andra nerver. Till de viktigaste ytliga ryggmusklerna räknas: m. trapezius, m. latissimus dorsi, m. rhomboideus minor, m. rhomboideus major, m. serratus posteriores superior, m. serratus posteriores inferior och m. levator scapulae.
Se vidare: Skuldergördelns muskler